# آراء دونالد ترامب العرقية

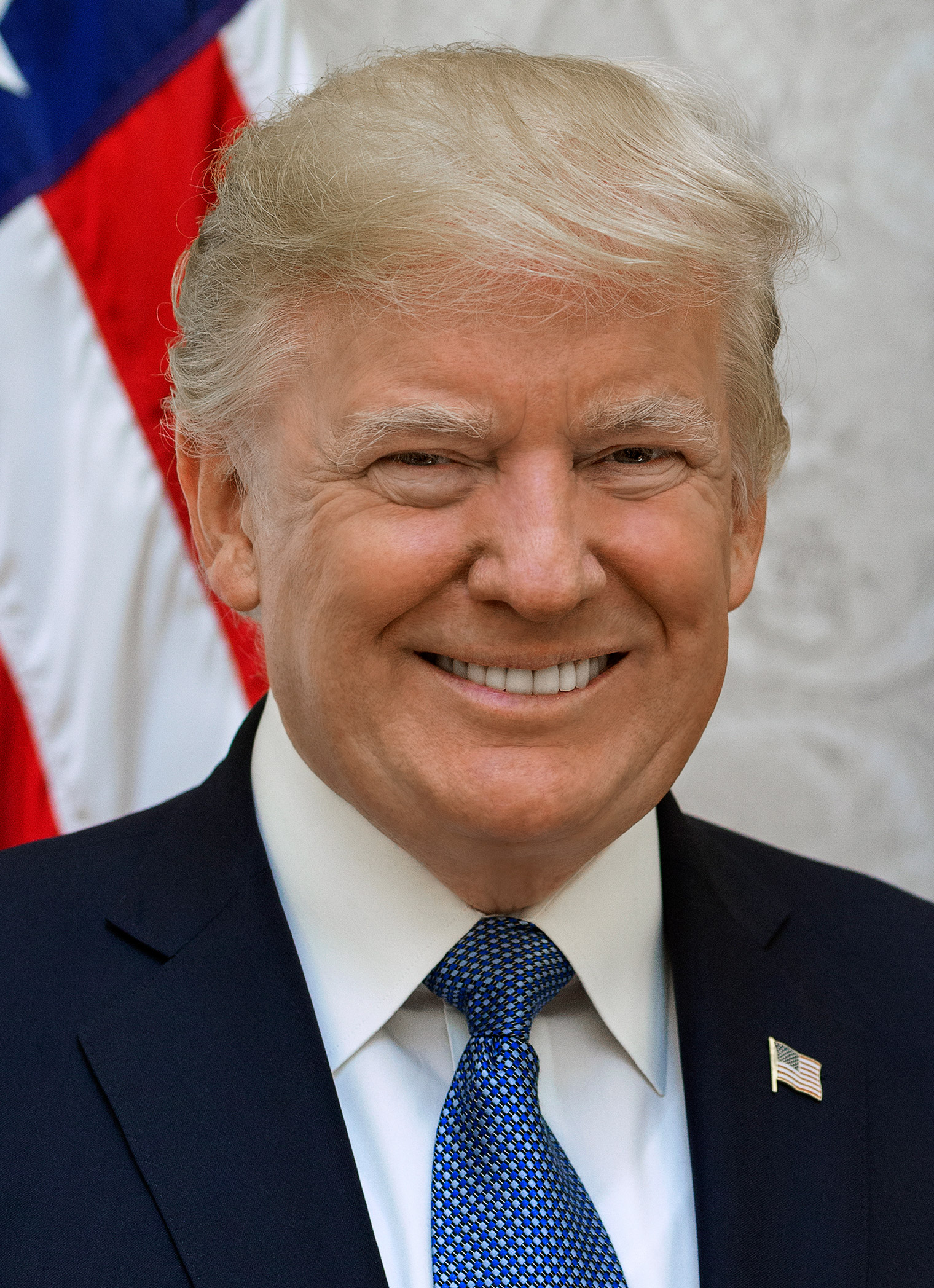
الرئيس الأمريكي السابق دونالد ترامب.

لدى رئيس الولايات المتحدة الأمريكية السابق دونالد ترامب تاريخٌ حافلٌ بالتصريحات المثيرة للجدل والتصرفات التي يُنظَر إليها بشكلٍ واسعٍ على أنّها تزيد من القلق تجاه قضية التمييز العنصري في الولايات المتّحدة الأمريكية، بالمقابل فقد نفى ترامب الاتّهامات الموجّهة إليه بالعنصرية قائلاً: «أنا لست عنصريّاً، بل أنا أقلّ شخص عنصري ستقابله في حياتك».
تمّت مقاضاة ترامب وشركته (ترامب مانجمنت) (Trump Management) عام 1973 من قبل وزارة العدل الأمريكية بتهمةِ التمييز السكني ضدّ السود ولم يعترف ترامب حينها بالتّهم الموجّهة إليه.
في عام 2011، أصبح ترامب المؤيد الرئيسي لنظرية المؤامرة «البرثية» ("Birtherism" conspiracy theory) التي فقدت مصداقيتها، والتي تدّعي أنّ رئيس الولايات المتّحدة باراك أوباما لم يُولد في الولايات المتحدة الأمريكية، واستمرّ دونالد ترامب بتكرار هذا الادّعاء لخمس سنوات تالية. واتُّهم دونالد ترامب بالعنصريّة أيضاً في سنة 2016 وذلك بسبب تكراره لاتّهام مجموعة من المراهقين السود واللاتينيين في اغتصاب سيّدة بيضاء في الحديقة المركزية لنيويورك وفيما بات يعرف بـ «قضية عدّاءة الحديقة المركزية». بالرغم من اعترافِ مجرمٍ مسجون وله سجلّ حافل بجرائم الاغتصاب باغتصاب تلك الفتاة وإثبات فحوصات الـ DNA لصحّة اعترافه.
أطلق ترامب حملته الرئاسية لعام 2016 بخطابٍ ذكر فيه أنّ المهاجرين المكسيكييّن الذين لا يحملون أوراقاً ثبوتيّة هم مجرمون أو مغتصبون أو أشخاص يجلبون المخدرات. ثم ذكر «أفترض أنّ البعض منهم هم أناس جيّدون». في وقتٍ لاحق، تمّ انتقادُ تعليقاته حولَ قاضٍ مكسيكيّ أميركيّ وتصنيفُها على أنّها عنصريّة، وقام أيضاً بنشر إحصائيّات مزيّفة على موقع تويتر تدّعي أن الأمريكيّين السّود هم المسؤولون عن غالبيّة عمليّات القتل الخاصّة بالبيض، وربط في بعض خطاباته الأمريكييّن من أصلٍ أفريقيّ والأمريكيين من أصل إسبانيّ بجرائم عنيفة. وخلال فترة رئاسته، اعتُبِرت تعليقاته التي أدلى بها بعد مسيرة اليمين المتطرّف في مدينة شارلوتيسفيل بولاية فيرجينيا الأمريكية على أنّها تعني التساوي الأخلاقي بين العنف الذي يستخدمه المتظاهرون البيض -الذين يعتبرون أنفسهم متفوّقين على السود فقط بسبب لون بشرتهم- والعنف الذي استخدمه أولئك الذين احتجّوا ضدّهم. في عام 2018، وأشار ترامب خلال اجتماع المكتب البيضاوي حول إصلاح الهجرة إلى عدد من الدول كالسلفادور وهايتي وعدد من البلدان الأفريقية على أنّها «حفر للقذارة» (shitholes). وقد تعرّض هذا التصريح إلى العديد من الإدانات على مستوى العالم بسبب عنصريّته.
وقد أدان العديد من المراقبين في الولايات المتحدة ومختلف دول العالم تصريحات ترامب المثيرة للجدل، لكن بالمقابل فقد أوجد مناصروه الأعذار له إما كرفضٍ للصحّة السياسيّة (political correctness) أو لأنهّم يملكون نفس المشاعر العنصرية. أشارت العديد من الدراسات والاستطلاعات إلى أنّ المواقف العنصرية والاستياء العرقي غذّت صعود ترامب السياسيّ، وأصبحت أكثر أهمية من العوامل الاقتصادية في تحديد الولاء الحزبي للناخبين. ووفقًا لاستطلاع أجرته Politico /Morning Consultفي شهر تشرين الأول 2017، فإن 45٪ من الناخبين الأمريكيين رأوا أنّ ترامب عنصريّ و 40٪ لا يرونه كذلك.

## فترة ما قبل الرئاسة

### حالات التمييز في الإسكان
في عام 1973، رَفعت وزارة العدل الأمريكية دعوى ضد محموعة (ترامب مانجمنت)، دونالد ترامب ووالده فريد، بتهمة التمييز ضدّ السود في ممارسات الاستئجار. وكان الدّافع وراء هذه الدعوى هو رفض ترامب تأجير شقق في واحدة من أبنيته للأميركيّين الأفارقة"، منتهكاً بذلك قانون الإسكان العادل.
وقد وجد عددٌ من المختبرين من قسم حقوق الإنسان في مدينة نيويورك أنّه قد قيل للمستأجرين السود الذين حاولوا الاستئجار في أبنية ترامب أنه لا يوجد شقق متاحة بينما عُرضت على المستأجرين البيض شقق في نفس المباني. واعترف أربعة من عملاء ترامب خلال التحقيق، باستخدام رمز "C" أو "9" لإظهار المتقدمين السود، وذكروا أنه تم إبلاغهم بأن شركتهم «لا تشجّع على تأجير السود» أو أنّه من غير المسموح لهم تأجير السود. وأنّه يتوجب عليهم إرسال طالبي الاستئجار من ذوي البشرة السوداء إلى المكتب المركزيّ بينما يمكن قبول استمارات التسجيل الخاصّة بطالبي الاستئجار البيض في نفس المكان.
أدلى ثلاثة بوّابون بشهاداتهم حول تلك القضية وأكّدوا أنّه قد طُلب منهم إعاقة طالبي الاستئجار السود من خلال الكذب حول أسعار الإيجارات أو عدم وجود أماكن شاغرة. في عام 1975 تم التوصل إلى تسوية حيث وافق دونالد ترامب على الاعتراف بقاون الإسكان العادل وإصدار عدد من الإعلانات التي ترحب بالمستأجرين السود. وإصدار قائمة بالشواغر في (التحالف الحضري) (Urban Leagu) بشكلٍ أسبوعيّ. والسّماح لذوي البشرة السوداء باستئجار 20% من العقارات الفارغة في المنشآت التي تحوي على سكّان نسبة غير البيض فيهم أقلّ من 10%.
تمّت مقاضاة منظّمة ترامب مرّة أخرى في عام 1978 لانتهاكها شروط تسوية عام 1975 من خلال الاستمرار في رفض تأجير المستأجرين السود. ونفى ترامب ومحاميه (روي كوهن) هذه الاتّهامات. وفي عام 1983، أشار معهد ميتروبوليتان أكشن إلى أنّ نسبة المستأجرين البيض في مجمّعين سكنيين في قرية ترامب يحويان على أكثر من 95% من ذوي البشرة البيضاء.

### قضية عدّاءة سنترال بارك في نيويورك
في ليلة التاسع عشر من شهر نيسان/أبريل من عام 1989، تعرضت تريشا ميلي (Trisha Meili) للاعتداء والاغتصاب في الحديقة المركزية في مدينة منهاتن بولاية نيويورك وفي ليلة الهجوم، قُبض على خمسة من الذكور الأحداث - أربعة أمريكيين من أصل أفريقي وواحد من أصل إسباني – تمّ إلقاء القبض عليهم بسبب صلتهم بعدد من الهجمات التي حدثت في سنترال بارك ارتكبها نحو 30 جاني مراهق. تجاهل الادّعاء الأدلّة التي تشير إلى وجود مرتكب واحد فقط للجريمة لم يكن حمضه النووي يماثل أيّ من المشتبه بهم، بدلاً من ذلك أُدين عام 1990 الخمسة مراهقين من قبل هيئة محلّفين في محاكمتين منفصلتين وذلك استنداداً على اعترافات قال المشتبه بهم إنها قسرية وكاذبة. وتلقّوا عقوباتٍ تتراوح من 5 إلى 15 سنة. تمّ نشر تلك الهجمات على نطاق واسع في وسائل الإعلام.
في الأول من مايو عام 1989، دعا ترامب إلى إعادة عقوبة الإعدام عن طريق نشر إعلان على صفحة كاملة في الصحف الأربعة الرئيسية بالمدينة. وقال إنه يريد إخافة «المجرمين من كل الأعمار» الذين اتّهموا بضرب واغتصاب عدّاءة الحديقة المركزية. قال ترامب للاري كينغ في لقاء على شبكة سي إن إن: «إن المشكلة مع مجتمعنا هي أنّ الضحية ليس لديه أيّة حقوق والمجرم لديه حقوق لا تصدق»، وتحدّث عن حادثة أُخرى حيث اغتصبت امرأة ورُمِي بها من النافذة، فقا: «ربّما تكون الكراهيّة هي ما نحتاجه لإنجاز أمرٍ ما»
في عام 2002 اعترف المجرم المسجون والمرتكب للعديد من جرائم الاغتصاب السابقة بمسؤوليته عن حادثة «عدّاءة الحديقة المركزية» وهو ما أكّدته أدلّة الحمض النووي سابقاً. تمّ بعدها إخلاءُ سبيل الرجال الخمسة الذين سارعوا بعدها لرفع دعوى قضائيّة ضدّ ولاية (نيويورك) في عام 2003 لمحاكمتهم محاكمة كيديّة والتمييز العنصري ضدهم والأزمات النفسية التي لحقت بهم. وقال محامو المتّهمين الخمسة أنّ إعلان ترامب ألهم الرأي العام. أُغلِقت القضية من قبل المدينة مقابل غرامة قدرها 41 مليون دولار في عام 2014. وفي يونيو/حزيران من نفس السنة، وصف ترامب التسوية بأنّها «فضيحة» وقال أنّه لازال من المحتمل أن تكون مجموعة الرجال الخمسة هي الفاعلة وقال: «التسوية لا تعني البراءة. [...] فلا يملك هؤلاء الشباب ماضٍ يشبه تماماً ماضي الملائكة».
في أكتوبر/تشرين الأول من العام 2016، عندما شنّ ترامب حملته الانتخابية ليصبح رئيساً، صرّح أنّ الرجال الخمسة الذين اتّهموا في قضيّة (عدّاءة الحديقة المركزية) كانوا مذنبين، وأنه لم ينبغِ إخلاءُ سبيلهم أبداً، ممّا دفع الرجال الخمسة الذين ثبتت براءتهم لانتقاده مع غيرهم من المدافعين عنهم. تراجع السناتور الجمهوري جون ماكين عن تأييده لترامب، مشيراً إلى «التصريحات الفاحشة حول الرجال الأبرياء في قضية عدّاءة الحديقة المركزيّة». قال أحد المتّهمين الخمسية (يوسف سلام) أنّه اعترف بارتكابه للجريمة كذبًا بالإكراه وذلك بعد تعرضه لسوء المعاملة من قبل الشرطة أثناء فترة احتجازه. وصف المخرج السينمائي كين بيرنز، الذي أخرج الفيلم الوثائقي The Central Park Five (خماسي الحديقة المركزية) -والذي ساعد في مسح أسماء المتهمين- وصف تعليقات ترامب بأنها «ذروة الابتذال» و «الوقاحة والعنصرية».

### المحترفين السود
صرّح دونالد ترامب خلال مقابلة له مع براينت جومبل في عام 1989، «يتمتّع السود ذوو التعليم الجيّد بميّزة من حيث سوق العمل مقارنةً مع البيض المتعلمين جيداً». فيما بعد، وردّا على ادّعاءات ترامب ذكرت مجلّة فورتشن أنّه لم يتمّ تأكيد تصريحاته المتعلّقة بتأثير عرق المتقدّمين للوظائف على فرصة قبولهم في الوظيفة بأيّ وسيلة.
نقل جون أودونيل في كتابه (Trumped) الذي نشره عام 1991 عن دونالد ترامب قوله:
اعترف دونالد ترامب بأن المعلومات الواردة في الكتاب «صحيحة على الأرجح» وذلك في مقابلة لع في عام 1997. ونفى أن يكون قد أدلى بالبيان بعد ذلك بعامين عندما سعى للترشّح إلى رئاسة حزب الإصلاح.

### العنصريّة حسب مكان الولادة
في عام 2011 قام دونالد ترامب بإعادة إحياء نظرية المؤامرة الخاصّة بمواطنة الرئيس الأمريكي حينها (باراك أوباما) والتي كانت قد فقدت مصداقيتها في ذلك الوقت، النظرية التي تمّت حياكتها أثناء الحملة الرئاسية لباراك أوباما سنة 2008، ولعب على مدى السنوات الخمس التالية دورًا رائدًا في ما يسمى بـ «حركة بيرذر» " birther movement". ففي خطاب ترامب الأول في مؤتمر العمل السياسي المحافظ CPAC في فبراير/ شباط من عامّ 2011، والذي يرجع إليه الفضل في إطلاق مسيرته السياسيّة داخل الحزب الجمهوري، ادّعى أن أوباما (اقتباس): «خرج من العدم في الواقع، سوف أذهب بالأمر أبعدَ من ذلك: فالأشخاص الذين ذهبوا معه إلى المدرسة لم يروه أبداً، وهم لا يعرفون من هو، هذا جنون». وبعد أن أصدر أوباما الشّهادة الطويلة لميلاده في عام 2011، ادّعى ترامب أن الشهادة كانت احتيالًا. في سبتمبر/ أيلول 2016، وبعد أن زعم موظّفو حملة ترامب الانتخابيّة زوراً أنّ ترامب قد قبل مواطنة أوباما في عام 2011، أقرّ ترامب بأن أوباما ولد في الولايات المتحدة، وزعم زوراً أن منافسته هيلاري كلينتون هي التي أثارت بالأساس الأسئلة والشكوك حول مكان ولادة أوباما.

## الحملة الانتخابية سنة 2016

### القاضي من اصل اسباني
في عام 2013، قدّمت ولاية نيويورك دعوى مدنيّة بقيمة 40 مليون دولار ضدّ جامعة ترامب مدّعيةَ أنّ الشركة قد أدلت بتصريحاتٍ كاذبة وقامت بعمليّات احتيالٍ على المستهلكين. [53] [54] كما رفعت دعاوى قضائيّة مدنيّة من الدرجة الثانية ضدّ ترامب شخصيّا وكذلك شركاته. انتقد ترامب خلال حملته الرئاسية القاضي غونزالو بي كورييل (Gonzalo Curiel)، الذي أشرفَ على القضيّتين السابقتين، مدّعيا التحيز في قراراته بسبب تراثه المكسيكي. وقال ترامب أنّ كوريل سيكون «عقبة مستبدّة» بسبب تراثه المكسيكي وهو ما أدّى لاتّهام ترامب بالعنصرية. وعلّق رئيس مجلس النواب حينها الجمهوري بول رايان والذي يعتبر من مؤيدي ترامب، قائلاً: «إنني أتنصل من هذه التعليقات، إن الادعاء بأن شخصًا ما لا يمكنه القيام بعمل ما بسبب عرقه هو التعريف الدقيق للتعليق العنصري. أعتقد أنّ تعليق كهذا يجب أن يكون غير معترف به على الإطلاق. إنه غير مقبول على الإطلاق.»